# John Dawes
Sydney John Dawes (Abercarn, 29 de junio de 1940–Cardiff, 16 de abril de 2021) fue un químico, rugbista y entrenador galés que se desempeñó como centro. Fue internacional con los Dragones rojos de 1964 a 1971 y su director técnico entre 1974 y 1979.
Destacó como jugador por su entrega y liderazgo, y tras su retiro le siguió un éxito considerable como entrenador de Gales; implementando un juego agresivo, atractivo y de libre flujo. Desde 2016 es miembro del World Rugby Salón de la Fama.

## Biografía
Estudió en la Universidad de Aberystwyth donde conoció a su esposa Janette y se recibió de químico. Ejerció la docencia en la Politécnica del Norte de Londres.
Con su esposa tuvieron dos hijos y cinco nietos.  Su hijo Michael y su nieto Rhodri jugaron para London Welsh.
En los años 1980 trabajó como director de rugby de la Welsh Rugby Union, después fue presidente del London Welsh y en sus últimos años escribió varios libros sobre tácticas de rugby.

## Carrera
Desarrolló toda su carrera en London Welsh, debutando en la primera en 1959 y retirándose en 1971, con solo 31 años. Dawes fue nombrado capitán en la temporada 1965-66 y lideró al club en un período de gran éxito a finales de los años 1960.
Jugó de centro, siendo un excelente pasador, un corredor de pies ágiles y un líder en la defensa. Fue capitán del equipo de los Barbarians que venció a los All Blacks en 1973.

## Selección nacional
Fue convocado a Gales por primera vez: para el Torneo de las Cinco Naciones 1964, debutó ante el XV del Trébol y marcó un try luego de interceptar el pase.
Jugó en el primer partido de Gales fuera de Europa y el primero en el hemisferio sur, además de enfrentar al célebre África del Este en 1964 y en el estadio del África Oriental. En total jugó 22 pruebas, anotó cuatro tries y fue capitán en seis partidos.

### Leones Británico-Irlandeses
Fue nombrado capitán de los British and Irish Lions para la gira a Nueva Zelanda 1971. Este equipo, entrenado por Carwyn James, se convirtió en el primero y hasta ahora el único equipo de los Leones en ganar una serie contra los All Blacks.

## Entrenador
Después de retirarse como jugador, asumió como entrenador del London Welsh. Dawes exigió significativamente los niveles de condición física del plantel e implementó un estilo de rugby abierto: correr el balón, despliegue rápido, contacto agresivo, con los backs cambiando de posición y forwards relativamente hábiles. El juego del equipo fue descrito por el periodista John Reason como «una de las exposiciones más brillantes del rugby de clubes que he tenido el privilegio de ver» y por el periodista Terry O'Connor como «la mejor exhibición por un equipo de club que puedo recordar, los jugadores cambiaban los ataques con velocidad y habilidad de manejo».

### Dragones rojos
En 1974 y gracias a su trayectoria en London Welsh, fue nombrado entrenador de Gales y ocupó el cargo hasta 1979. Este fue uno de los periodos más exitosos en la historia del seleccionado, con el equipo ganando el Torneo de las Cinco Naciones en cuatro ediciones de las cinco disputadas entre 1975 y 1979, incluyendo dos Grand Slams y recibiendo su actual denominación: los Dragones rojos.
Dawes siempre bromeó que su mayor orgullo fue el hecho de que como jugador o entrenador nunca perdió ante Inglaterra.

### Leones Británico-Irlandeses
También entrenó a los Lions en la gira a Nueva Zelanda 1977, pero fue incapaz de repetir el éxito de 1971.
Tiempo después Ian McGeechan comentó de esta visita: «Tal vez John, un jugador natural y líder en su tiempo, simplemente no era tan bueno para transferir las cosas a través [de la dirección técnica]». Pero otros han señalado que esos Leones casi empataron la serie y los planteles posteriores, de visita a Nueva Zelanda, fueron mucho peores.

## Palmarés
Recibió la Orden del Imperio Británico por sus servicios al deporte en 1972.
- Campeón del Torneo de las Cinco Naciones de 1965, 1966, 1969, 1971, 1975, 1976, 1978 y 1979.